# Hasta la vista (película)
Hasta la vista (título original en español) es una película de comedia dramática y road movie belga flamenca de 2011 dirigida por Geoffrey Enthoven. El guion fue escrito por Pierre De Clercq, basado en una historia de Mariano Vanhoof a la experiencia de vida del americano Asta Philpot y sus amigos.

## Sinopsis
Lars es una persona con discapacidad de 20 años. Philip y Jozep son amigos suyos. Todavía viven con sus padres y a su cuidado. Joseph es casi completamente ciego (que puede sólo con un cristal de aumento lectura atenta). Philip no puede caminar por ser parapléjico, y no puede usar sus manos y brazos ya que tiene restringido el uso: el puede moverse bien con una silla de ruedas de accionamiento manual, pero no el tipo, lo hace con una herramienta con la boca. Lars es un enfermo terminal con un tumor cerebral, y también debe moverse en silla de ruedas (tiene una creciente parálisis y convulsiones).
Quieren armar un viaje sin sus padres, pero con el apoyo y guía de un experimentado enfermero / bus driver. Ellos quieren ir a un burdel en España por "gente como nosotros", y por último por el sexo por primera vez con una mujer, pero les dicen a sus padres que es un vino de gira va. Los padres excelentes primeros pensamientos, pero aun así pueden dejar a un calendario estricto cuyos padres previo. Empeora Lars condición, sin embargo, por qué sus padres no querían ir. Sus dos amigos no se iría sin él y estamos encantados de que Lars todos modos cuando se viaja. La enfermera original quiere sin consentimiento de los padres estar en el camino, pero recomienda un reemplazo, Claude, un correo electrónico que los contratan en, aunque es bastante caro, Felipe sería el más paga, él tiene ahorros. La hermana menor de Lars 'a menudo se queja de que Lars su enfermedad como una excusa para no tener que hacer las tareas domésticas para que se pagará, y la mente Lars molesto que a menudo entran en su habitación sin llamar. Ahora Lars pronto muere, ella no quiere pelear más y ella es amable con él, ella lo ayuda y mintiendo a sus padres que le dan la oportunidad de salir en secreto.
Para sorpresa de los tres espectáculos Claude ser una mujer, y francés. Lars y Felipe encontrarla, en parte, a la obesidad, no es muy atractivo, y en un principio fue muy duro. Porque ella dice que ella no sabe holandés, piensan en ella en términos brutos puede hablar sin que los comprende, y especialmente Felipe es a menudo difícil. Encuentran su miserable porque tienen una cantidad diaria tallas grandes, pero no comer en el restaurante, pero un pícnic en el coche. Ella es capaz y dedicado y ahorra Joseph cuando caen en el agua (que más tarde se dice lacónicamente que el negocio no es bueno ya que la muerte se mueven los clientes), y Lars defiende contra un hombre que está enojado porque Lars, pensando que estaba enfermo sí que puede darse el lujo de su esposa ofendida.
Arrojan sus teléfonos móviles alejados por lo que sus padres no se les puede llamar. Para evitar que los padres los recojan no ir al hotel en París de la programación especificada, pero en otros lugares. Cada uno de ellos toma una habitación privada y tener ninguna ayuda de Claude, pero que no lo es, y que sólo van a dormir en la misma habitación. Claude insiste en que reciban la ayuda que necesitan ahora las aceptan votos y así ofrecer sus disculpas. Claude ha traído tiendas de campaña y sorprendió a los tres a la noche siguiente en una noche en la selva, ¿qué son tan felices que quieren volver la noche siguiente. Ellos son ahora, sin embargo, a un hotel, ya que los padres restantes han contactado y le exigió esto, por lo que tres de captura, Claude estaba en libertad condicional tras ser declarado culpable de malos tratos de su marido infiel, y por lo tanto no quiere problemas con la policía . En última instancia los padres todavía les permite viajar más lejos, sobre todo desde la terminal hay Lars peticiones urgentes.
Una primera visita al burdel se interrumpe tras Lars mal. En la segunda visita que José no es fácil, ya que ha caído en el amor con Claude, lo que parece ser mutuo. Lars y Philip disfrutar en el burdel, pero poco después, durante una visita a la playa, muere Lars, sentado en su silla de ruedas en el paseo marítimo. Después del funeral va por Claude Joseph de nuevo en la camioneta, mientras que Philip venir para las familias de funerales para volver.

## Reparto
- Gilles De Schryver - Lars
- Robrecht Vanden Thoren - Philip
- Tom Audenaert - Joseph
- Isabelle de Hertogh - Claude
- Karlijn Sileghem
- Johan Heldenbergh
- Kimke Desart - Yoni
- Catalina Verbeke
- Charles Vingerhoets[1]
- Xandra Van Welden - sommelière
- Luc Verhoeven - Wine Merchant
- Itziar Luengo - Reina

## Premios
- Película fue seleccionada como la película de apertura del Festival de Cine de Ostende a principios de septiembre de 2011
- Hasta la vista fue incluida en la selección oficial del Festival Internacional de Cine de Montreal. Esa aseguró la película final de agosto de 2011 el primer premio, el Grand Prix des Amériques de distancia, y el Premio del Público y una mención especial del Jurado Ecuménico.[2]
- En octubre de 2011, la película ganó el Gran Premio y el premio joven en el Festival Internacional de Cine de Valladolid.[3]
- La película fue incluida en la selección de "Alice nella città" del Festival Internacional de Cine de Roma.
- Además, la película ganó el Premio del Público en el Festival de Cine del Norte en Leeuwarden y el festival internacional de cine decimoquinta de l'Alpe d'Huez[4]
- En el Festival de Cine de Cinequest 22 en California fue Hasta la vista galardonado con el premio a la mejor película de comedia.[5]
- En julio de 2012, la película ganó el Premio del Público en la 47 ª edición del Festival Internacional de Cine de Karlovy Vary.[6]
- En la 25.ª edición de los European Film Awards se llevó el film al público de distancia.[7]